# MyZen.tv
myZen.tv – (dawniej MelodyZen) francuska stacja telewizyjna o profilu rozrywkowym. Kanał został uruchomiony 23 stycznia 2008. Przez całą dobę emituje widoki i krajobrazy w rozdzielczości Full HD. Z Tele Melody i Greater Lille TV jest to jeden z trzech kanałów produkowanych przez grupę, której CEO jest Bruno Lécluse.